# 内定取り消し
内定取り消し（ないていとりけし）は、企業が求職者（特に新卒者の場合に問題となる）に対して内定を出して採用を約束したにもかかわらず、諸事情により企業がこれを破棄するということをいう。
主に企業側の事情によるもの（経営破綻などによる会社組織の消滅や大幅な事業縮小など）と、求職者側の事情によるもの（内定者が大学や専門学校などを卒業できなかった場合や、不祥事、経歴詐称等が発覚した場合など）とがある。
- 内定取り消しの法的性質については、内定#法的な解釈を参照。

## 日本の事例
急激な景気の後退等で、多くの企業の業績が短期間で一斉に悪化した時には際立って内定取り消し件数が多くなり、戦後では第1次オイルショック（1973年-1974年）、バブル崩壊（1992年-1993年）、1990年代後半の金融不安（1997年-1999年）、世界金融危機（2008年-2009年）、東日本大震災（2011年）、新型コロナウイルス感染症の世界的流行（2020年）といった時期に内定取り消しが激増し社会問題となった。

### リーマン・ショック
2008年のリーマン・ショック以降世界的な恐慌が訪れると共に、数多くの企業は内定取り消しを実施した。そのとき大学側は内定取り消しに遭った学生に対して翌年以降も新卒の肩書きで就職活動できるために卒業要件を満たしている卒業予定者に対しても希望するならば留年を認めるという異例の措置をとった。その後これが定着し希望留年制度などと名づけられ数多くの大学が制度としている。
- テレビ番組

日経スペシャル ガイアの夜明け 内定切りに負けるな！～不況に翻弄される若者雇用の実態～（2009年5月26日、テレビ東京）。- 就職戦線の最前線を取材。

#### 試用期間切り
リーマン・ショック以後、試用期間切り（事実上の内定切り）が多発した。内定切りが社会的に批判を浴び、厚生労働省がホームページでいくつかの企業名を公表したことなどがあったため、内定切りとはならないよう、一旦採用してから試用期間切りをするようになったからである。

### 東日本大震災
東日本大震災以降、数多くの企業の経営に悪化が生じると共に従業員を雇う余裕すらなくなり、内定取り消しが多発している。2011年4月現在、200人以上が震災の影響で内定取り消しになっていると報道されている。

### 新型コロナウイルス感染症の流行
厚生労働省は2020年9月に、2020年春に卒業して就職予定だった人の中で内定を取り消された人が8月末時点で174人と前年の約5倍に上ったことを発表した。新型コロナウイルス感染症の流行により景気が悪化したことが影響したとされ、業界別の内訳では旅行業などの「生活関連サービス・娯楽」業や「卸売・小売」業など感染症の流行の影響を受けた業界の内定取り消しが約5割だった。